# 尋愛綺夢

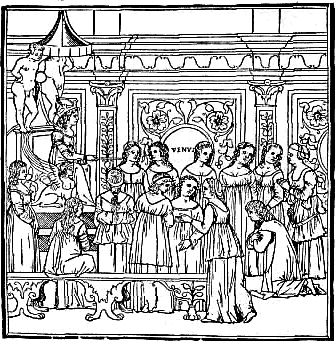
普力菲羅於Eleuterylida女皇前行跪禮

《尋愛綺夢》（意大利語：Hypnerotomachia Poliphili）是本印刷於文藝復興時期，被認為是歷史上一本不尋常的書籍。
此書由阿尔杜斯·马努提乌斯於1499年12月在威尼斯印刷。此書作者不明，但有人發現將書內每一章的第一個字母抽出排列後會變成「POLIAM FRATER FRANCISCVS COLVMNA PERAMAVIT」，即「弗朗切斯科·科隆納弟兄深愛著寶莉拉」。學者們認為此書是獻給建築師阿爾伯蒂，佛羅倫斯的君主洛伦佐·德·美第奇及阿爾杜斯·馬努提烏斯。
此書以怪異的由拉丁文衍生的意大利文所寫成，並充塞大量沒有說明的，由拉丁文及希臘文詞根所創造出來的字詞。此書內亦有出現意大利文，阿拉伯文及希伯來文的詞彙。柯羅納甚至在現有詞彙的意思不足以準確地表達其所想時自創新語言（這種新語言包含並非真實的古埃及象形文字）。這故事詳盡地記述主角普力菲羅（Poliphilo，其名字意思為「很多事物的愛人」。希臘文中，Polu解作「很多」，Philos解作「被愛的」）漫遊於具古典田園風味的夢境中，去尋找他的愛人寶莉拉（Polia，解作「很多事物」）。作者的風格是詳盡地去形容各樣事物，並不吝惜地使用各種最高級的詞語。
這本書由於是世上最美麗的印刷書籍之一，所以長期以來為人們所追捧。這書亦以字體排印的高質素及清晰度聞名，此種羅馬字體乃出自弗朗西斯科·格利分（Francesco Griffo）的手筆。這書內有174幅精美的木版畫，用來表示普力菲羅在夢中遇到的風景，建築物及人物。這些木版畫也許是全書最好的部份：精緻及令人回味，它們用硬直及華麗的線條風格來描畫出普力菲羅冒險的場景，及作者狂想下的建築物特徵。這些版畫有趣的地方在於它們表現了文藝復興時期人們眼中的希臘及羅馬古代歷史中的美學。
心理學家榮格曾誇獎此書中的夢境影像預示了他的原型理論。書中的版畫風格亦深深地影響了十九世紀後期的英國插圖畫家，例如是奧伯利·比亞茲萊、沃爾特·克蘭（Walter Crane）及貝爾（Robert Anning Bell）。
《尋愛綺夢》的部份文字曾於1592年時被R. D.譯成英文版，「R. D.」被認為是羅賓·單寧頓（Robert Dallington），他給了此書一個英文名字：《夢中愛的衝突》（The Strife of Love in a Dream）。互聯網檔案館則有此版本的真本。
完整的英文譯本於1999年（約原著出版五百年後）由泰晤士及戴德生出版社（Thames & Hudson）出版。翻譯人為音樂家祖士連·葛榮（Joscelyn Godwin），字體則使用了Monotype公司的字體普力菲利斯（Poliphilus），這種字體是改造自格利分所創作的字體。在2005年2月時英文小型平裝本出版。由於翻譯上的困難，英文譯本採用了標準的現代英語，並捨棄原著中大量借來或作者自創的詞彙，因此，這譯本只令部份對此書好奇的普羅大眾而非嚴肅的學者們感興趣。

## 圖片

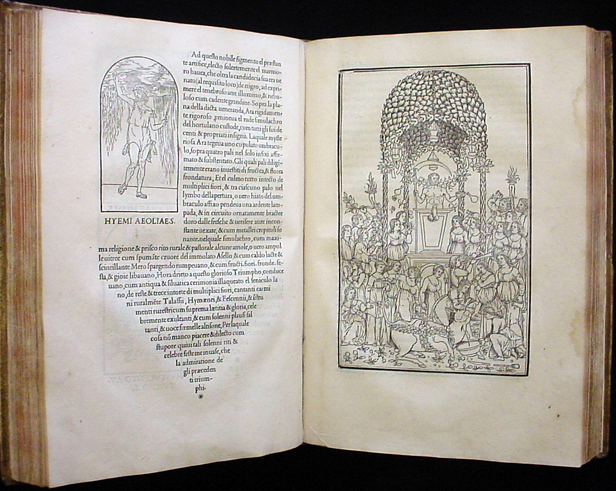
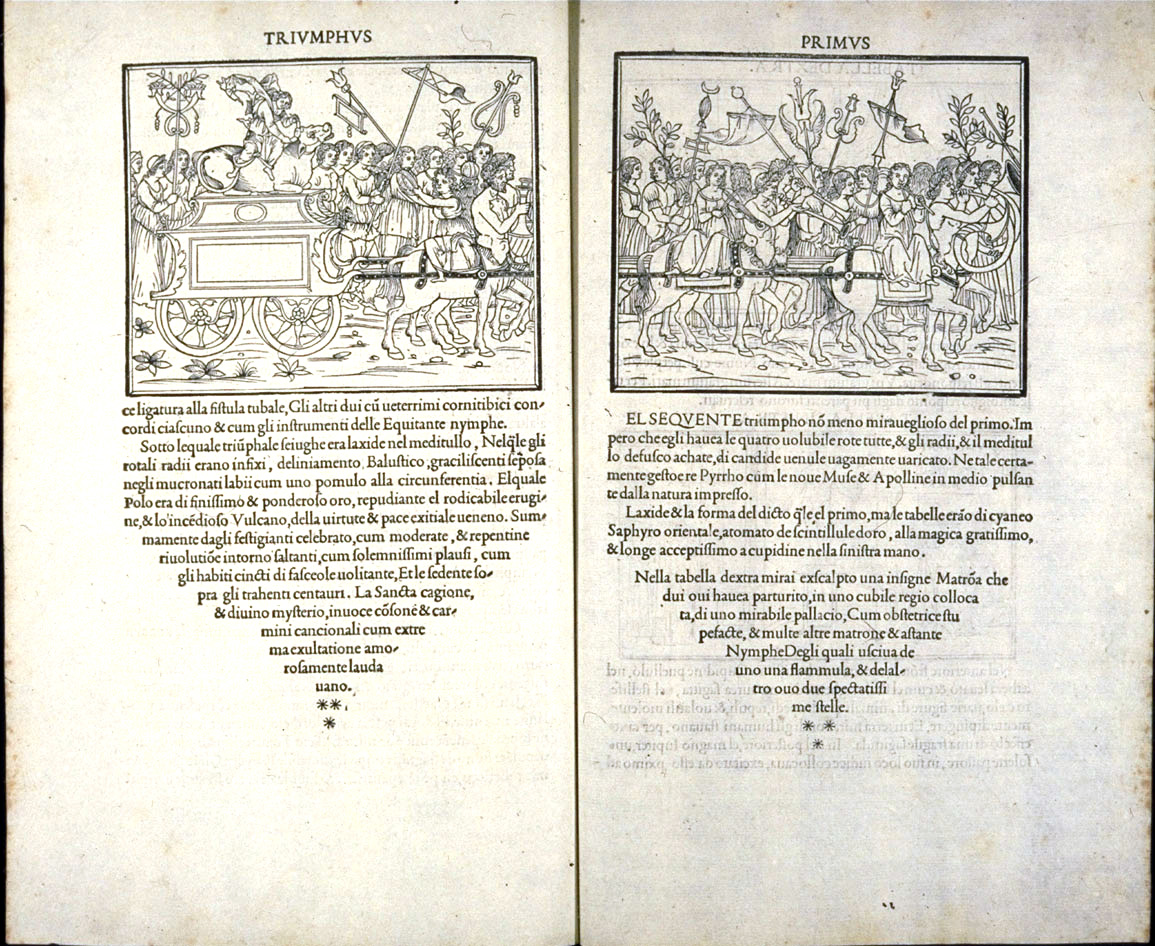
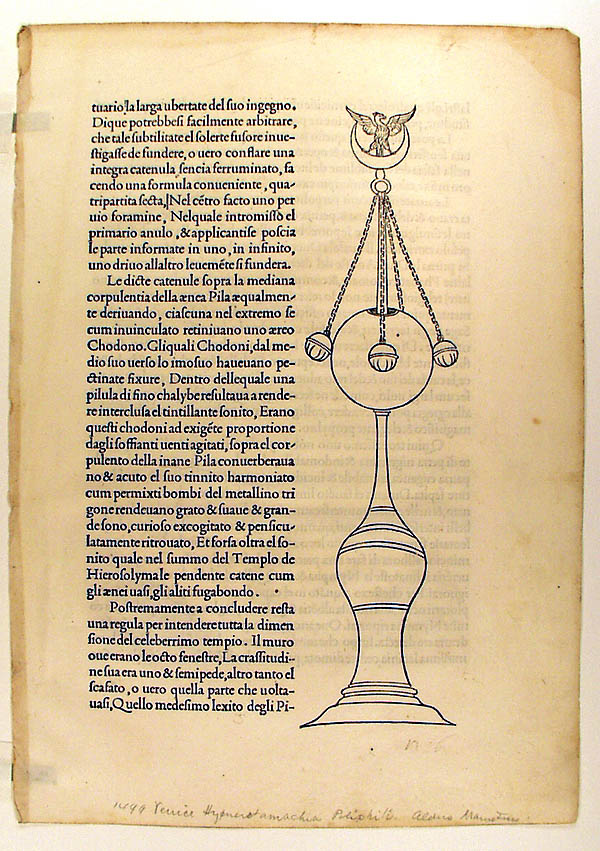

## 尋愛綺夢於以下小說中被提及
- 弗朗索瓦·拉伯雷：《巨人傳》
- Alberto Pérez-Gómez：Polyphilo: or The Dark Forest Revisited - An Erotic Epiphany of Architecture
- 阿圖洛·貝雷茲-雷維特：The Club Dumas
- John Crowley：Love and Sleep
- 伊恩·柯德威（Ian Caldwell）及達斯汀·湯瑪遜（Dustin Thomason）：《四的法則》

## 延伸阅读
- Thames & Hudson (1999). Hypnerotomachia Poliphili, the Strife of Love in a Dream. ISBN 0-500-01942-8, a modern English translation.
- Lefaivre, Liane: Leon Battista Alberti's Hypnerotomachia Poliphili : Re-cognizing the architectural body in the early Italian Renaissance. Cambridge, Mass. [u.a.]: MIT Press 1997. ISBN 0-262-12204-9.
- Schmeiser, Leonhard: Das Werk des Druckers. Untersuchungen zum Buch Hypnerotomachia Poliphili. Maria Enzersdorf: Edition Roesner 2003. ISBN 3-902300-10-8, Austrian philosopher argues for Aldus Manutius' authorship.
- Perez-Gomez, Alberto: Polyphilo or The Dark Forest Revisited - An Erotic Epiphany of Architecture. Cambridge, Mass.: MIT Press 1992. ISBN 0-262-16129-X, Introduction by Alberto Perez-Gomez.

## 外部連結
- 電子版尋愛綺夢 （页面存档备份，存于） 位於麻省理工學院的電子版本
- 完整的電子版副本 意大利文章項目Progetto Manuzio所提供
- 一份詳細的文章 （页面存档备份，存于） 由格拉斯哥大學圖書館所提供，此圖書館亦收藏了一本尋愛綺夢
- 尋愛綺夢 （页面存档备份，存于） 作者法蘭契斯科·柯羅納，由古騰堡計劃所提供